# 黑灰樸麗魚
黑灰樸麗魚，為輻鰭魚綱鱸形目隆頭魚亞目慈鯛科的一個種，分布於非洲維多利亞湖及尼羅河流域，棲息深度4-8公尺，體長可達9.4公分，棲息在岩石底質淺水域，屬草食性，以藻類為食，生活習性不明。

## 擴展閱讀
維基物種上的相關：黑灰樸麗魚